# Madagascar
Il Madagascar (AFI: /madaɡaˈskar/; in malgascio Madagasikara, [ma.da.ɡa.si.kʲa.ra]), ufficialmente Repubblica del Madagascar (in malgascio Repoblikan'i Madagasikara, [repuˈblikʲanʲ madaɡasʲˈkʲarə̥]), è uno Stato insulare situato nell'oceano indiano, al largo della costa orientale dell'Africa di fronte al Mozambico.
L'isola principale, anch'essa chiamata Madagascar, è la quarta più grande al mondo, dopo Groenlandia, Nuova Guinea e Borneo. Ospita il 5% delle specie animali e vegetali del mondo, l'80% delle quali sono endemiche del Madagascar. Fra gli esempi più noti di questa eccezionale biodiversità ci sono l'ordine dei lemuri, le oltre 250 specie di rane, le numerose specie di camaleonti e i tipici baobab.
L'aggettivo associato al Madagascar (usato per indicarne la lingua nativa, le etnie e la cittadinanza) è malgascio. La lingua malgascia è la prima lingua del Madagascar, ma la popolazione parla correntemente anche il francese (a seguito del passato coloniale dell'isola. Ecoturismo e agricoltura, maggiori investimenti nel campo dell'istruzione, della sanità e le imprese private, sono gli elementi chiave dell'economia malgascia. Sotto il governo di Ravalomanana, questi investimenti hanno prodotto una sostanziale crescita economica, ma i benefici non sono stati equamente distribuiti tra la popolazione, producendo tensioni in merito al crescente costo della vita e declino del tenore di vita tra i poveri e alcuni segmenti della classe media.
Nel 2005 il Paese ha annunciato di aver scoperto giacimenti di petrolio, risorsa che potrebbe avere un ruolo importante nella crescita economica dell'isola africana; comunque al 2017 il Paese è ancora economicamente tra i più poveri e la qualità della vita rimane bassa per la maggior parte della popolazione.

## Storia
Si ritiene che il Madagascar si sia staccato dal supercontinente di Gondwana, e quindi dall'Africa a ovest e dall'India a est, circa 140 milioni di anni fa. Il conseguente isolamento è testimoniato dallo straordinario grado di endemismo delle specie animali e vegetali dell'isola. I primi uomini a giungere sull'isola, fra 2000 e 1500 anni fa, erano probabilmente di origine indonesiana e malese; da questi primi coloni discendono le etnie malgasce dai tratti somatici e culturali più evidentemente asiatico-indonesiani, come i Merina che abitano l'altopiano centrale.
Successivamente, dall'Africa partirono flussi migratori di popoli bantu, che diedero origine a etnie come i Sakalava nell'ovest e i Bara nel sud dell'isola; tuttavia, i loro originari linguaggi africani furono abbandonati in favore della lingua malgascia, per esigenze di comunicazione con gli altri popoli dell'isola.
Gli arabi scoprirono l'isola prima degli europei e iniziarono a fondare insediamenti in Madagascar intorno al X o XI secolo, soprattutto con l'intento di commerciare gli schiavi. Gli arabi ebbero numerosi contatti con le popolazioni del luogo e numerosi elementi della cultura malgascia (come le pratiche astrologiche degli ombiasy, o i nomi dei mesi in lingua malgascia) testimoniano questa antica influenza araba. Etnie malgasce come gli Antemoro e gli Antanosy discendono dai coloni arabi e praticano ancora oggi la fede dell'islam.
Gli Europei vennero a sapere dell'esistenza del Madagascar da fonti asiatiche o arabe; lo stesso Marco Polo cita quest'isola sconosciuta e misteriosa nel suo Milione. 
(cap. 186, Dell'isola di Madegascar)
L'isola fu poi avvistata fortuitamente da Diogo Dias, che era stato portato fuori rotta da una tempesta mentre rientrava dalle Indie diretto in Mozambico. Successivamente, i portoghesi vi fondarono alcune colonie sulla costa meridionale dell'isola e sull'Isola San Lorenzo, francesi e olandesi tentarono di creare insediamenti stabili sull'isola; le malattie e l'ostilità degli indigeni si rivelarono però ostacoli insormontabili.
Rimasto fuori dalla sfera di influenza delle grandi potenze europee, il Madagascar del XVI e XVII secolo divenne il rifugio ideale per i pirati che depredavano le flotte mercantili in transito per le Indie.
Il colonialismo e la conseguente crescita della richiesta di schiavi da parte delle potenze europee influì pesantemente sugli equilibri interni del Madagascar. Alcuni clan malgasci iniziarono a trafficare in schiavi con l'Europa, ricevendo in cambio oro e armi da fuoco. Questo afflusso di ricchezza portò alla formazione dei primi regni dell'isola; in particolare, i Sakalava dell'ovest diedero vita ai regni di Menabe e di Boina e gli Zana-Malata, etnia di origine mista indonesiano-europea, riuscirono a unificare tutto l'est nel regno dei Betsimisaraka.
A questi regni si aggiunse nel XVIII secolo quello dei Merina, unificati nel regno di Andrianampoinimerina, collocando la sua capitale ad Antananarivo. Il suo successore, Radama I, strinse accordi strategici con gli inglesi, ottenendone l'appoggio militare ed economico in cambio di una serie di favori volti a ostacolare la presenza francese nella zona. Nel 1824 Radama estese i propri domini fino alle coste, diventando il primo sovrano del regno del Madagascar.

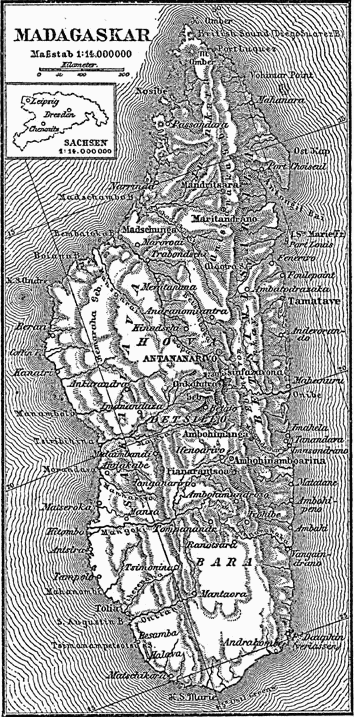
Mappa del Madagascar nel 1888

I diversi re Merina che si susseguirono dopo Radama I ebbero atteggiamenti alternanti fra la chiusura nazionalista e tradizionalista (Ranavalona I) e il filo-europeismo (Radama II), orientato in diverse epoche più verso gli inglesi o più verso i francesi. Nel 1885, nel contesto della spartizione coloniale dell'Africa, gli inglesi rinunciarono a qualsiasi pretesa nei confronti del Madagascar, lasciando il campo libero ai francesi.
Sempre nel 1885, al termine della prima spedizione francese in Madagascar, la Francia dichiarò il Madagascar un proprio protettorato; un tentativo di resistenza della regina Ranavalona III fu stroncato dalla presa della capitale Antananarivo da parte delle truppe francesi nel 1895.
La conquista guidata dall'amministrazione francese durò più di quindici anni, in risposta ai guerriglieri rurali sparsi per il paese. In totale, la repressione di questa resistenza alla conquista coloniale fece tra le 100 000 e le 700 000 vittime malgasce, secondo le fonti
Enormi concessioni minerarie e di disboscamento furono concesse alle grandi imprese. Anche ai leader indigeni fedeli all'amministrazione francese venne concessa una parte del territorio. Il lavoro forzato venne introdotto a favore delle imprese francesi. La colonizzazione fu accompagnata anche dalla costruzione di strade e scuole.
Durante la prima guerra mondiale, quasi 50 000 malgasci combatterono nell'esercito francese.
Tuttavia, il periodo coloniale fu accompagnato da movimenti in lotta per l'indipendenza: il Menalamba, il Vy Vato Sakelika, il MDRM. Nel 1927 ad Antananarivo furono organizzate grandi manifestazioni, in particolare su iniziativa dell'attivista comunista François Vittori, che fu imprigionato in seguito a queste azioni. Gli anni '30 videro il movimento anti-coloniale malgascio acquistare ulteriore slancio. Il sindacalismo malgascio cominciò ad apparire in forma sotterranea e si formò il Partito Comunista della Regione Madagascar. Tuttavia già nel 1939 tutte le organizzazioni vennero sciolte dall'amministrazione della colonia, che optò per il regime di Vichy.
Durante la seconda guerra mondiale, truppe malgasce combatterono in Francia, Siria e Marocco. Quando la Francia cadde in mano ai tedeschi, il Madagascar passò sotto il controllo del governo di Vichy; alcuni vertici del NSDAP progettavano di deportare tutti gli ebrei europei in Madagascar. Nel 1942 l'isola fu occupata dai britannici, i quali, dopo la firma dell'armistizio, garantirono il mantenimento della sovranità francese sull'intera isola, affidandone l'amministrazione al generale della Francia Libera Paul Legentilhomme.
Il ritorno dei combattenti malgasci arruolati durante la seconda guerra mondiale, le misere condizioni di vita delle popolazioni indigene e l'attività dei movimenti anti-colonialisti favorirono l'aspirazione all'indipendenza, portando allo scoppio dell'insurrezione. Nel 1947 una rivolta indipendentista tenne impegnate per molti mesi le forze francesi. La rivolta fu stroncata brutalmente (si parla di 60 000 – 100 000 morti). La repressione fu accompagnata da esecuzioni sommarie, torture, raggruppamenti forzati e incendi di villaggi. L'esercito francese sperimentò la "guerra psicologica": i sospetti venivano lanciati, vivi, dagli aerei per terrorizzare gli abitanti dei villaggi nelle zone di operazione.
Nei primi anni 1950 la Francia diede inizio a una serie di riforme che consentirono al Madagascar la transizione verso l'indipendenza. Il 14 ottobre 1958 nacque ufficialmente la Repubblica del Madagascar nell'ambito della Communauté Française. Il 26 giugno 1960, finalmente, il Madagascar divenne indipendente, con Philibert Tsiranana come primo presidente.
Tsiranana condusse una politica apertamente filo-francese, volta essenzialmente a preservare lo status quo, causando un malcontento diffuso fra la popolazione malgascia. Dopo l'abbandono di Tsiranana e un breve periodo di transizione, il potere passò nelle mani di Didier Ratsiraka, che modificò profondamente lo stato e la politica estera malgascia in direzione di un socialismo filo-sovietico, rinominando il paese in "Repubblica Democratica del Madagascar". Il partito di Ratsiraka divenne l'unico partito legalmente riconosciuto nel 1977 e la libertà di stampa fu fortemente ridotta.
Il regime di Ratsiraka iniziò a vacillare negli anni 1980, sotto la pressione di una forte crisi economica e del crescente isolamento internazionale del paese. Ratsiraka modificò gradualmente la propria politica, fino a indire le prime elezioni multi-partitiche nel 1993. Ratsiraka e il suo principale rivale, Albert Zafy, si alternarono alla guida del paese fino al 2001.
Le elezioni del 2001, che vedevano contrapposti ancora Ratsiraka e Marc Ravalomanana, si conclusero con reciproche accuse di brogli e con scontri, anche armati, nel Paese. Ne uscì vittorioso Ravalomanana e Ratsiraka fu costretto all'esilio. Nemmeno questa legislatura ebbe però buon esito: il 17 marzo 2009 avvenne nuovamente un colpo di Stato. Il trentaquattrenne leader dell'opposizione, Andry Rajoelina, si pose al comando dell'esercito e assediò, per poi conquistare, il palazzo presidenziale, costringendo il presidente Ravalomanana a dimettersi, acquisendo del tutto il potere. Tutte le più importanti organizzazioni internazionali, a partire dall'Unione europea, l'Unione africana e l'ONU, si opposero al rovesciamento politico, ottenuto tramite la forza.
Le elezioni presidenziali tenutesi nel dicembre 2013 videro la vittoria di Hery Rajaonarimampianina, proclamato presidente poche settimane dopo.

## Geografia

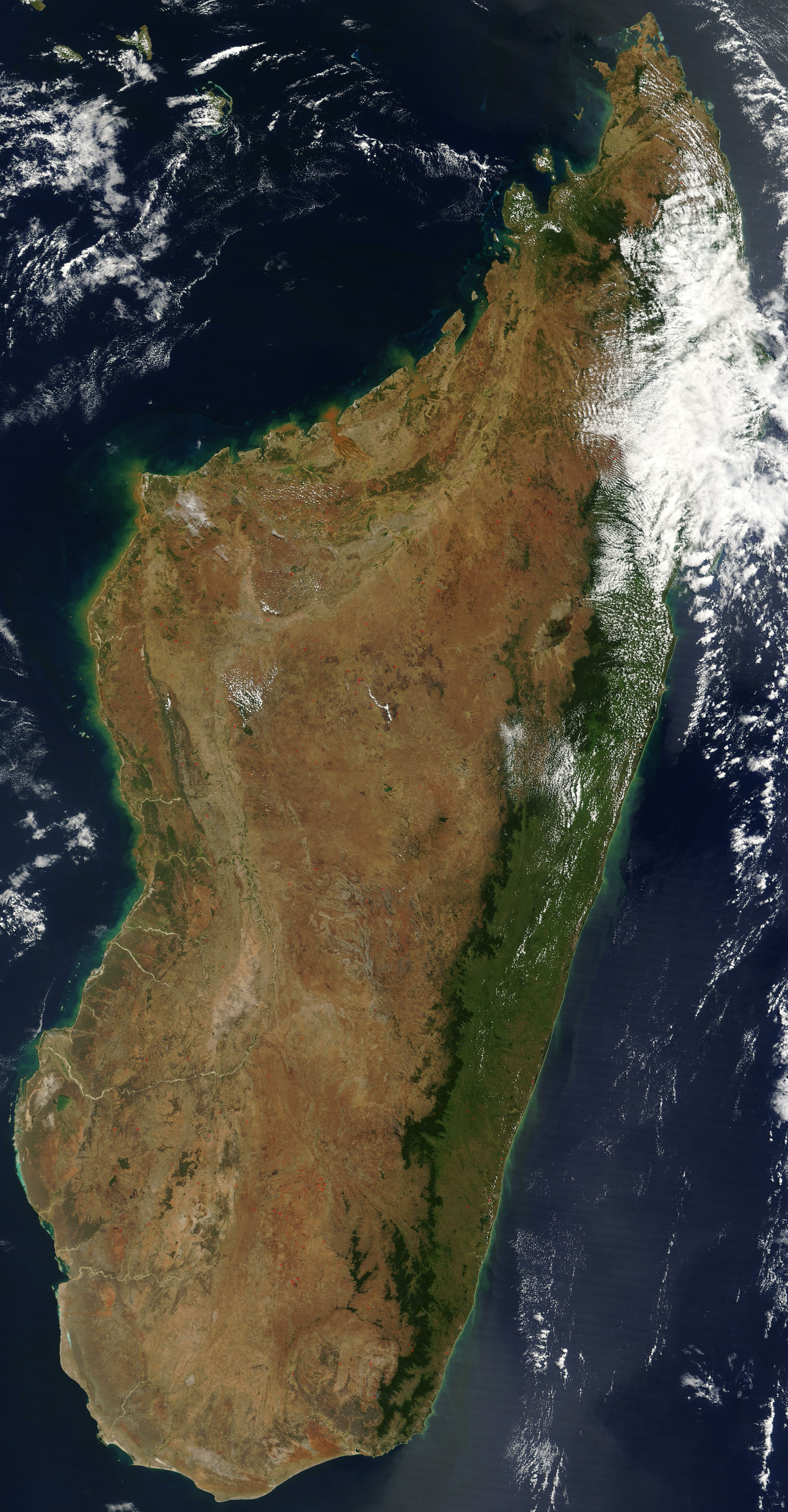
Immagine satellitare

L'isola del Madagascar, lunga oltre 1 500 km, è la quarta isola più grande del mondo. Si trova al largo della costa orientale Africana, nell'Oceano Indiano, a 400 km dalle coste del Mozambico (da cui la separa il Canale di Mozambico). È un'isola tropicale (attraversata dal Tropico del Capricorno) ma, data la notevole estensione, paesaggio e clima variano molto.

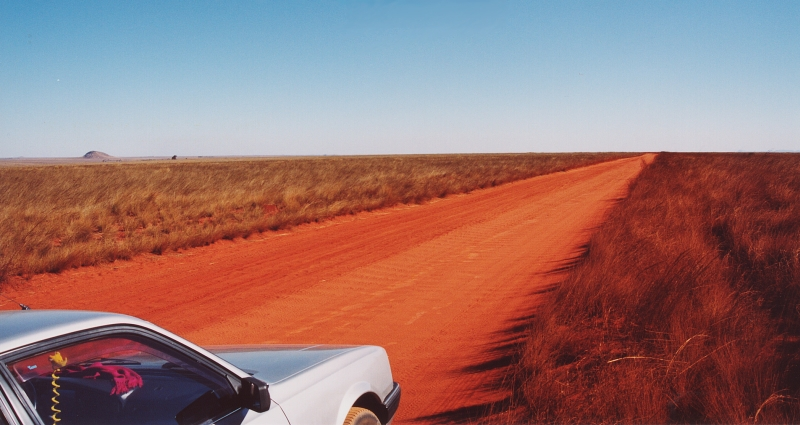
La terra rossa di una pista verso l'Isalo, sud del Madagascar

Il tratto più distintivo dell'isola nel suo insieme è il colore rosso intenso del terreno, ricco di ferro. Proprio a causa della netta prevalenza di terreni ferrosi, il Madagascar viene anche chiamato l'Isola Rossa (o il Continente Rosso).
Il cuore del Paese è l'altopiano centrale, le hautes terres, che comprende le regioni di Fianarantsoa e Antananarivo e presenta colline e montagne che proteggono valli fertili e fondamentali per l'agricoltura; numerosissime sono, in particolare, le risaie. Nel nord (regioni di Antsiranana, Sava, Mahajanga) predominano le colline coperte di foresta, e la terra è sempre umida. La costa orientale (dal nord: Fenoarivo Est, Toamasina, Mananjary, Farafangana) è ricca di vegetazione e di risorse naturali; vi si praticano la pesca, la caccia e l'agricoltura, e gran parte del territorio è coperto da foresta come nel nord.

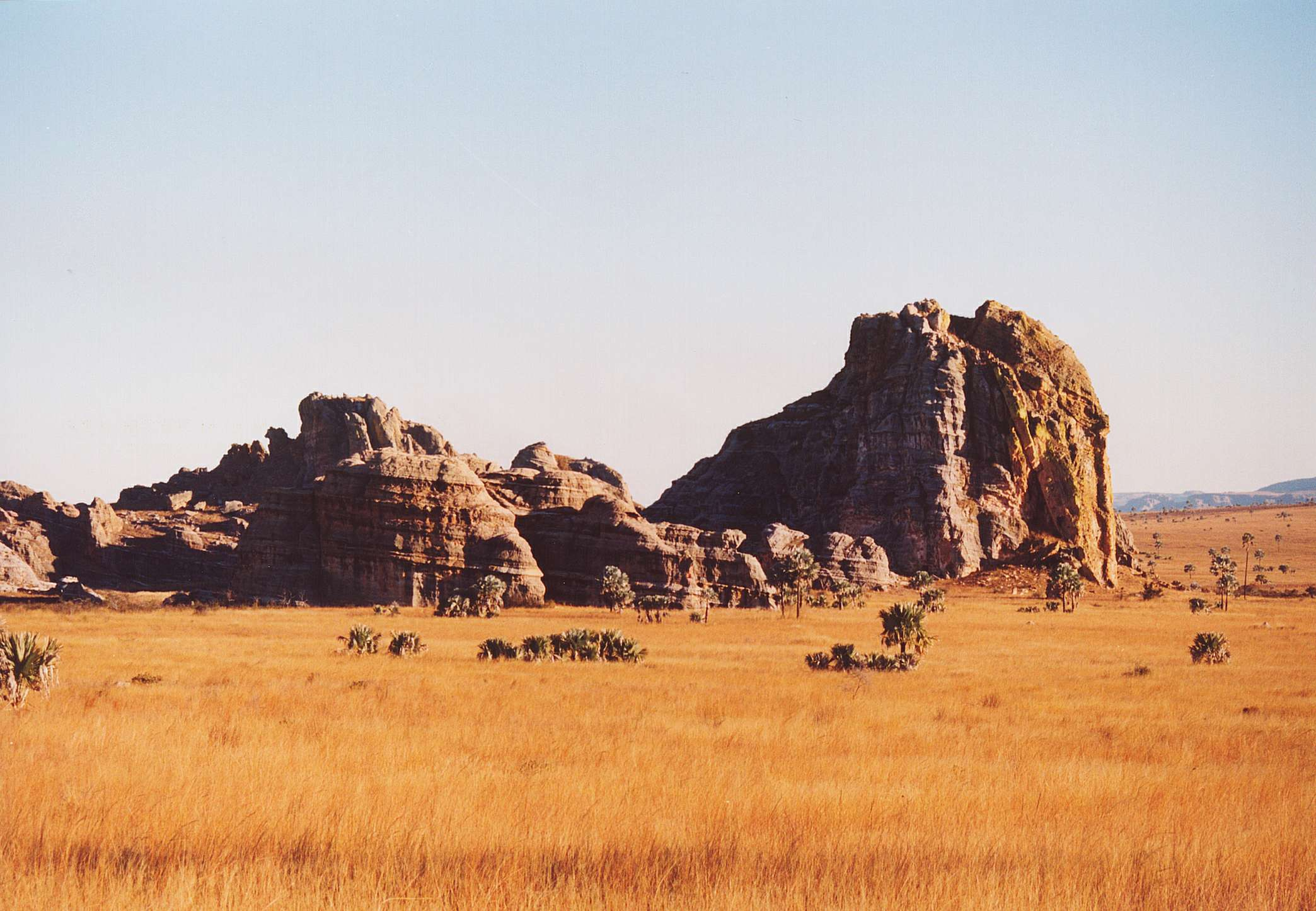
La savana nella regione dell'Isalo, sud del Madagascar

Tra l'altopiano centrale e la costa orientale si trovano le regioni di Bezanozano, Alaotra e Ambatondrazaka, anch'esse ricche di risaie; scendendo verso sud alle regioni di Zafimaniry e Tanala il paesaggio predominante torna a essere la foresta, che rappresenta la principale fonte di sostentamento delle popolazioni locali. Nelle regioni del sud-est (Vangaindrano e Taolagnaro) la terra è anche fertile ma l'acqua non sempre è sufficiente. Nel sud (Ambovombe, Androy, Ampanihy) la pianura è fertile ma secca, e si trovano aree coperte da savana e da steppa ricca di fichi d'India di Mahajanga, una vasta pianura adatta alla coltivazione.
Fra il centro e la costa ovest (Tsiroanomandidy, Manja, Ankazoabo, Sakaraha, Horombe) si alternano rilievi montuosi e pianure fertili, per lo meno a nord; man mano che si procede verso sud (Isalo, Ilakaka, Benenitra, Belamoty, Bezaha) si incontrano nuovamente savana e zone meno coltivate, pur con delle eccezioni (per esempio, la valle dell'Onilahy è il cuore della produzione di riso del sud del Madagascar, con 2 o 3 raccolti l'anno). Tutta la parte occidentale dell'isola, da Mahajanga ad Ambovombe ha il clima adatto all'allevamento di bovini e ovini; numerosissimi sono soprattutto gli zebù.

### Idrografia

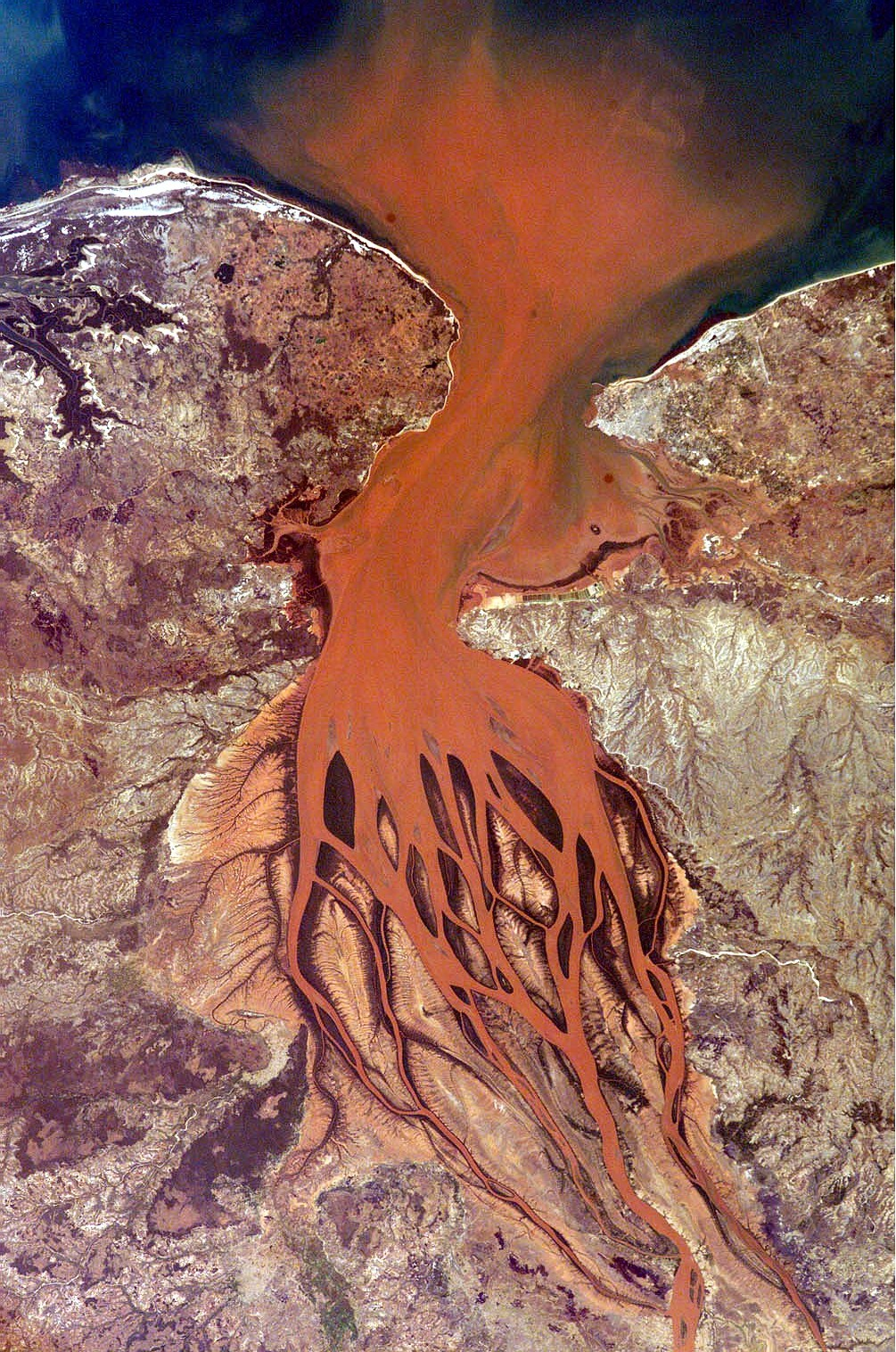
Il delta del fiume Betsiboka.

Le montagne che corrono lungo la parte centrale dell'isola, sull'asse nord-sud, dividono il sistema dei fiumi del Madagascar in due versanti: il versante occidentale, rappresentato da fiumi navigabili che scendono lentamente verso ovest fino al Canale del Mozambico, tra i quali vi sono i maggiori fiumi dell'isola: il Betsiboka, la Tsiribihina, il Mangoky e l'Onilahy, e il versante orientale, i cui corsi d'acqua, più brevi e impetuosi, sfociano ad est nell'Oceano Indiano.
Il lago più vasto è l'Alaotra, situato a circa 7 km da Ambatondrazaka (Provincia di Toamasina).

### Clima
Il clima del Madagascar è di tipo tropicale, ma varia da località a località. Il versante orientale, a causa dell'esposizione ai flussi monsonici, è molto piovoso e spesso è anche investito da cicloni. Il clima è subdesertico nella parte occidentale e in quella meridionale. Le temperature sono elevate tutto l'anno, diminuiscono solo salendo sugli altopiani e sui rilievi montuosi. Sull'altopiano centrale il clima è caldo d'estate e freddo d'inverno, addirittura nei mesi più freddi sono frequenti le nevicate oltre i 2000 m. Le piogge sono concentrate durante l'estate australe che dura da novembre a marzo. Nel sud del paese le piogge sono rare.

## Popolazione

### Demografia
Nel Madagascar vivono circa 32 milioni di abitanti; la densità è di 41,3 ab./km² (2025). Ciò significa che la popolazione di questo Paese è quasi sestuplicata nell'ultimo mezzo secolo, dato che nel 1960 gli abitanti erano poco più di 5 milioni.

### Etnie

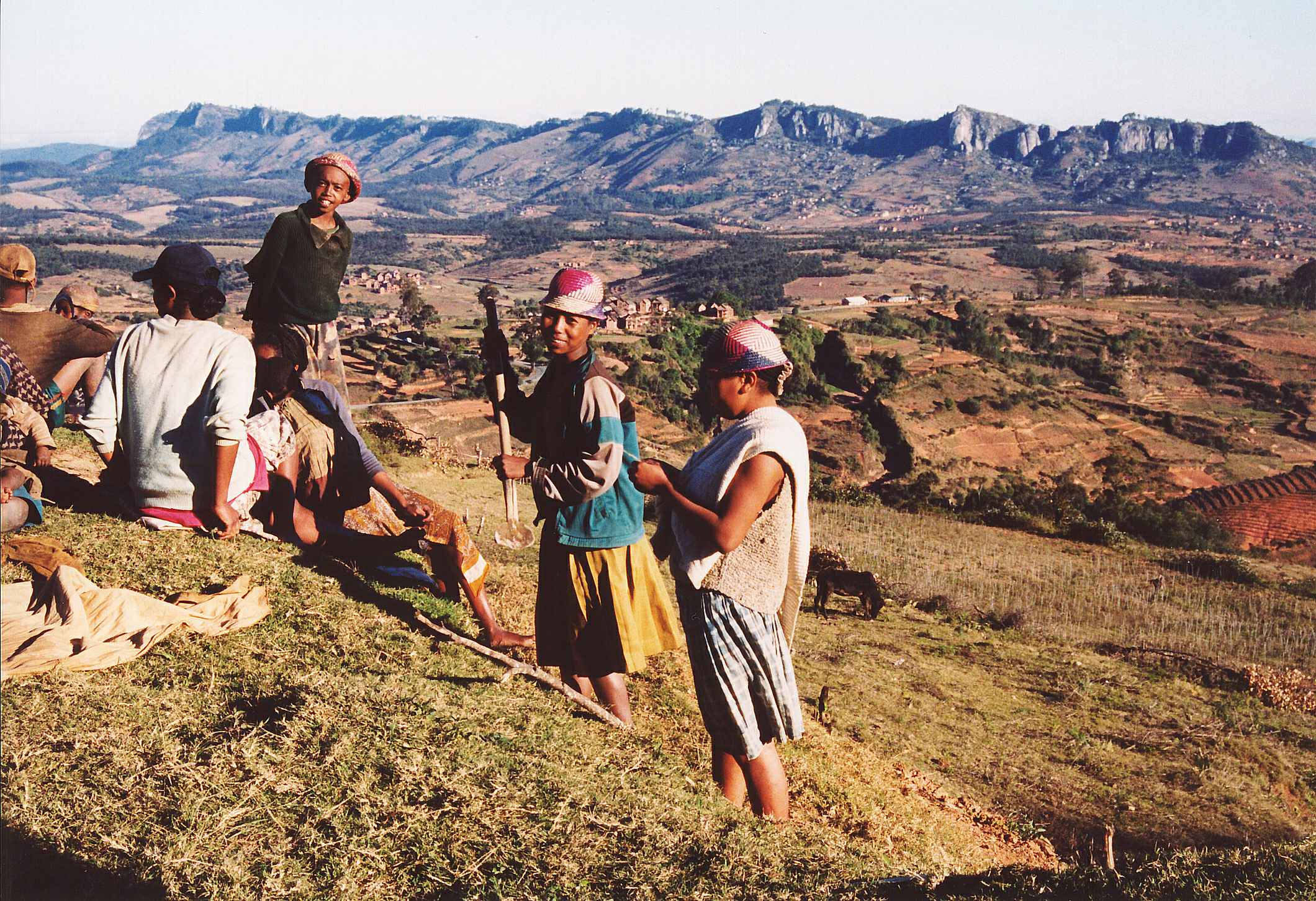
Contadini degli altopiani di Fianarantsoa

In Madagascar si distinguono diciotto gruppi etnici principali, prevalentemente di origine mista asiatica e africana, con elementi arabi ed europei. Solo una minoranza, collocata principalmente sugli altopiani, ha tratti somatici e culturali spiccatamente asiatici. Ricerche recenti suggeriscono che l'isola sia stata inizialmente colonizzata da popolazioni di provenienza malese, giunte fra 2000 e 1500 anni fa. Studi sul DNA delle popolazioni malgasce mostrano origini per circa metà malesi e per metà africane, con alcune influenze arabe, indiane ed europee soprattutto sulle coste.
La lingua malgascia presenta un vocabolario sovrapponibile al 90% a quello ma'anyan parlato nella regione del fiume Barito nel Borneo meridionale. Successive migrazioni dal Pacifico e dall'Africa hanno consolidato questa mescolanza iniziale di etnie. I tratti orientali sono presenti soprattutto negli altopiani centrali e corrispondono alle popolazioni Merina (3 milioni) e Betsileo (2 milioni); la gente della costa (detta côtiers) è di origine più chiaramente africana (bantu). I più grandi gruppi tribali costieri sono quelli dei Betsimisaraka (1,6 milioni), dei Tsimihety e dei Sakalava (entrambi questi ultimi composti da circa 700 000 persone).

### Religione

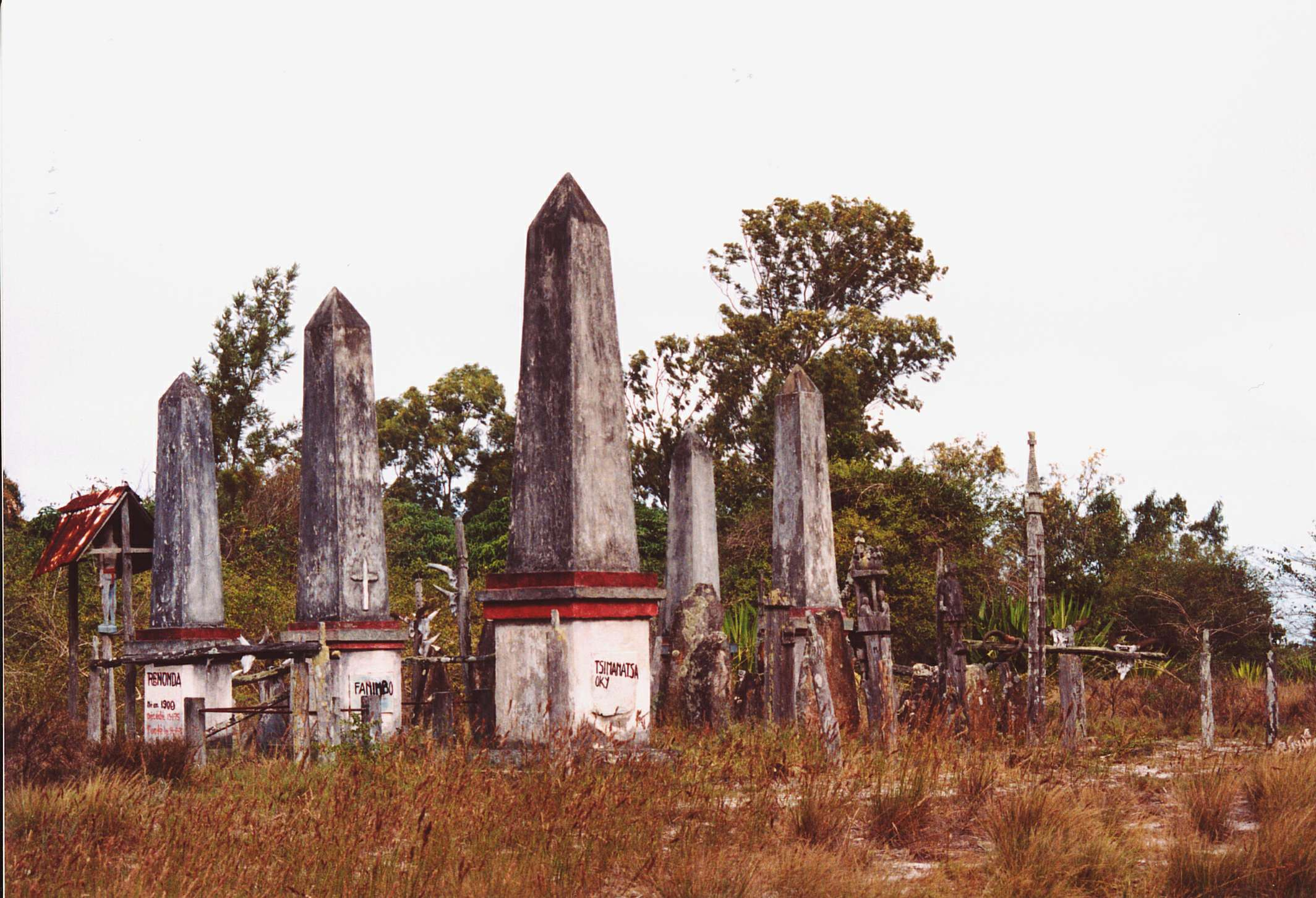
Una tomba tradizionale della tribù Mahafaly, con simboli cristiani

Circa metà della popolazione malgascia è dedita a culti tradizionali locali, che tendono a essere centrati attorno all'idea del legame con i defunti. Soprattutto i merina degli altopiani seguono rigorosamente i loro riti tradizionali. Ritengono che gli antenati defunti divengano divinità e seguano con attenzione le vicende dei loro discendenti ancora in vita. Sia i merina che i betsileo hanno una pratica di "risepoltura" detta famadihana, in cui i resti dei defunti vengono tolti dalle tombe, avvolti in nuovi sudari, e poi riposti nei loro sepolcri dopo un certo periodo di festeggiamenti cerimoniali.
Il 45% dei malgasci sono invece cristiani, suddivisi circa in parti uguali fra cattolici e protestanti. In molti casi, il cristianesimo malgascio mantiene alcuni tratti derivanti dalle credenze tradizionali, come quelli relativi al culto dei morti. Non raramente un ministro di culto cristiano viene invitato a presiedere una famadihana. La Chiesa cattolica, che basa la propria attività missionaria sul concetto dell'inculturazione, non respinge queste pratiche; i pastori protestanti sono in generale più inclini a condannarle come superstizione o addirittura adorazione dei demoni. Sulle regioni costiere, specialmente nelle province di Mahajanga e Antsiranana è presente una minoranza di musulmani, appartenenti a etnie indo-pakistane o originarie delle Comore. Le chiese cristiane in Madagascar sono spesso influenti sulla vita politica del Paese. Il Consiglio delle Chiese Malgasce (FFKM) riunisce le quattro dottrine più radicate nel Paese (cattolicesimo romano, protestantesimo riformato, luteranesimo e anglicanesimo). Sono attivi circa 33 000 Testimoni di Geova.
- Cristiani 85%
  - Protestanti 45,8%
    - Luterani
    - Protestanti riformati
    - Anglicani

  - Cattolici 38,1%
  - Altri cristiani 1,1%
    - Testimoni di Geova ~ 33 000
- Non affiliati 6,9%
- Animisti 4,5%
- Musulmani 3,0%

### Lingue

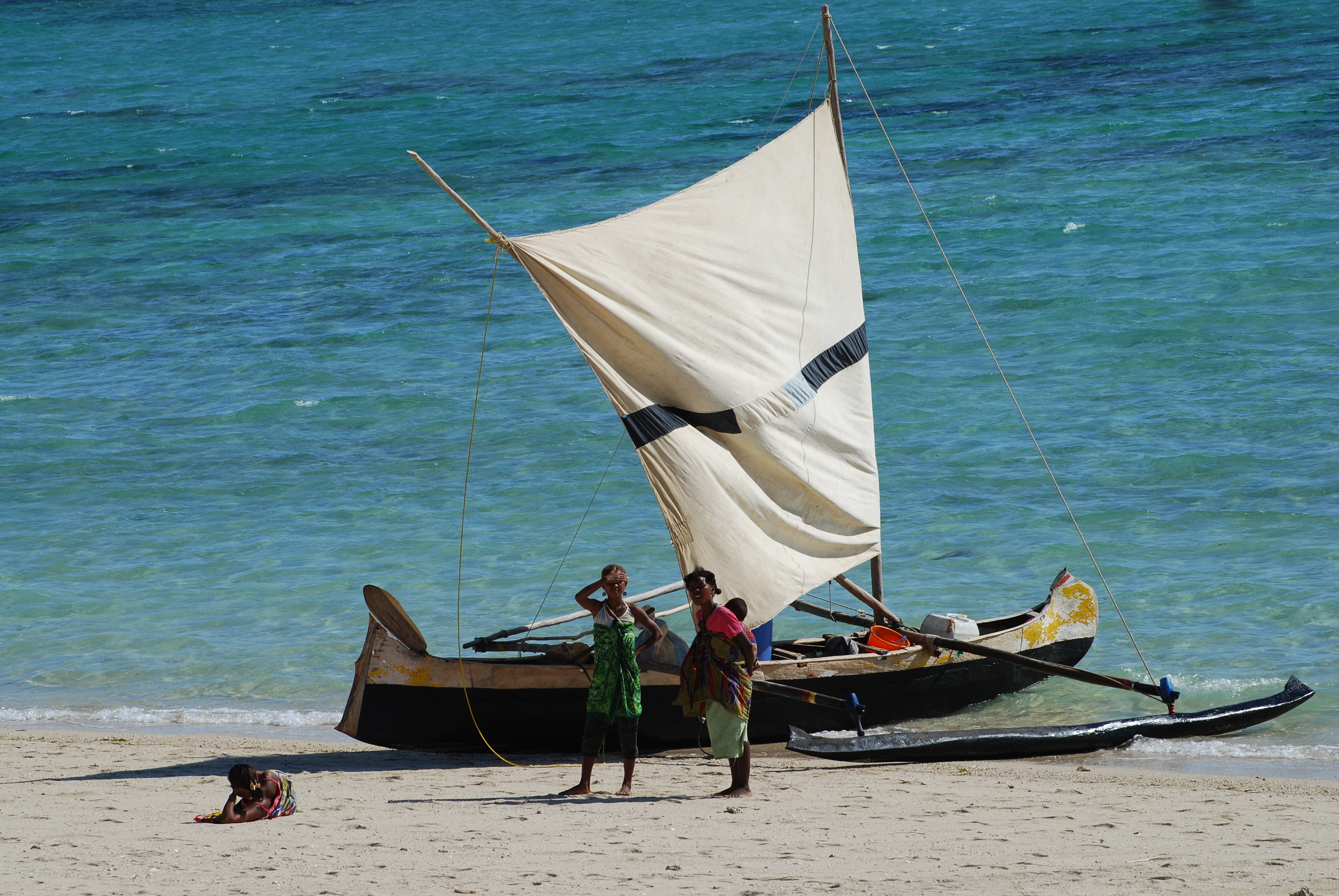
Piroga tradizionale

La lingua malgascia è di origine maleo-polinesiaca ed è parlata in tutta l'isola.
Gran parte della popolazione conosce anche il francese. La prima costituzione del Madagascar (1960), equiparava malgascio e francese come lingue ufficiali della Repubblica. La costituzione successiva non faceva menzione del concetto di "lingua ufficiale", ma precisava che il malgascio era la "lingua nazionale". In occasione di una protesta formale di un cittadino che aveva ritenuto incostituzionale la pubblicazione di documenti ufficiali solo in francese, la Corte Costituzionale ha respinto la protesta, deliberando che in assenza di una indicazione precisa a livello legislativo, il francese poteva essere considerato ancora accettabile come lingua ufficiale. La nuova costituzione del 2007 vede il francese nuovamente riconosciuto in modo esplicito come seconda lingua ufficiale del Paese.
Dal 2007 una modifica costituzionale sostenuta dal presidente allora in carica (di formazione anglosassone) aggiunse l'inglese come terza lingua ufficiale dello Stato, mossa di natura politica volta principalmente a favorire i rapporti con il Sudafrica e l'affluire di investimenti economici da parte dei paesi anglofoni. Molti volontari anglosassoni si sono prestati ad aiutare questo progetto, volto ad estendere la sfera di influenza anglofona all'isola, insegnando l'inglese ai maestri malgasci; tuttavia durante il triennio di ufficialità dell'inglese in Madagascar è esistita una sola scuola dove l'insegnamento venisse impartito in quella lingua e l'inglese ha giocato un ruolo molto marginale sullo scenario malgascio.
Una nuova modifica costituzionale del novembre 2010 ha infine rimosso lo stato di ufficialità dell'inglese tornando a riconoscere tale status solo al malgascio e al francese.

## Ordinamento dello Stato
La costituzione vigente (quella del 1998) prevede come istituzioni principali del Paese il Presidente, il Parlamento (detto "Assemblea Nazionale"), il Senato, il Primo ministro e un potere giuridico indipendente. Il presidente viene eletto per suffragio universale e rimane in carica 5 anni; può essere riconfermato due volte. L'Assemblea Nazionale comprende centosessanta rappresentanti eletti con voto diretto ogni cinque anni. Il Senato comprende 90 senatori, due terzi dei quali eletti da legislatori locali e un terzo scelti dal presidente, tutti in carica per sei anni. Il Primo ministro e un consiglio di altri ministri si occupano della gestione del governo e dell'applicazione della legge; il Primo ministro è scelto dal Presidente. Il Presidente può sciogliere l'Assemblea Nazionale; da parte sua, l'Assemblea può votare una mozione di censura e rimuovere dall'incarico i ministri. La Corte Costituzionale ha lo scopo di giudicare la costituzionalità delle leggi.

### Suddivisione amministrativa

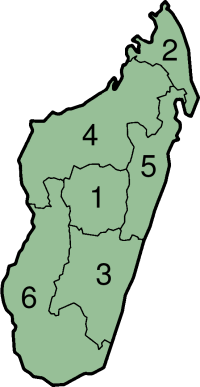

Il Madagascar è suddiviso amministrativamente in enti di quattro livelli principali:
1. provincia (faritany mizakatena)
2. regione (faritra)
3. distretto (fivondrona o departemanta)
4. comune (firaisana e kaominina)

Ogni provincia prende il nome dal suo capoluogo:
1. la Provincia di Antananarivo comprende le regioni di Bongolava, Itasy e Vakinankaratra
2. la Provincia di Antsiranana comprende le regioni di Diana e Sava
3. la Provincia di Fianarantsoa comprende le regioni di Amoron'i Mania, Atsimo-Atsinanana, Haute Matsiatra, Ihorombe e Vatovavy-Fitovinany
4. la Provincia di Mahajanga comprende le regioni di Betsiboka, Boeny, Melaky e Sofia
5. la Provincia di Toamasina comprende le regioni di Alaotra Mangoro, Analanjirofo e Atsinanana
6. la Provincia di Toliara comprende le regioni di Androy, Anosy, Atsimo-Andrefana e Menabe

### Città principali
Le principali città sono:
- Antananarivo (la capitale)
- Ambalavao
- Mahajanga
- Antsiranana
- Morondava

### Istituzioni

#### Ordinamento scolastico e università
L'istruzione in Madagascar è regolata secondo le linee impostate dalla riforma scolastica del 1978, voluta dal governo socialista di Ratsiraka con lo scopo di democratizzare, nazionalizzare e decentrare il sistema scolastico. Le scuole sono organizzate in quattro fasi: educazione di base (sei anni), formazione secondaria di base (quattro anni), formazione secondaria specializzata (tre anni) e formazione universitaria (impartita dall'Università del Madagascar, fondata nel 1961 con sede nella capitale), o da altri istituti superiori equiparati. Nonostante gli sforzi messi in atto dai governi succedutisi alla guida del paese negli anni, il livello di analfabetismo in Madagascar è ancora piuttosto elevato (intorno al 30% della popolazione). Dal 2007, con lo scopo di rendere più funzionale l'educazione di base, è nata l'iniziativa pedagogica Keelonga.

## Politica

### Politica estera
Il Madagascar, che ha storicamente una posizione marginale rispetto alla vita politica africana, è tornato nel luglio del 2003 (dopo la crisi politica del 2002) a essere parte attiva dell'Unione africana.
Dal 1968 al 1991, sotto il governo di Ratsiraka, il Madagascar ha allacciato legami politici soprattutto con Paesi socialisti e non-allineati come Corea del Nord, Cuba, Libia e Iran. Il successivo presidente Zafy ha cercato di ampliare la rosa dei contatti internazionali del Paese.
Dal 1997 il Madagascar ha iniziato ad aprirsi ai mercati mondiali. I suoi rapporti commerciali sono comunque più orientati verso l'oceano Indiano (Mauritius, Comore, Réunion) e l'Europa (soprattutto Francia, Germania, Svizzera) che verso l'Africa. Ci sono rapporti importanti anche fra Madagascar e Regno Unito, Russia, Giappone, India e Cina. Ravalomanana ha coltivato anche le relazioni con gli Stati Uniti, grazie alle quali il Madagascar fu una delle prime nazioni a beneficiare dell'iniziativa Millennium Challenge Account. Più in generale, Ravalomanana ha teso coscientemente a rafforzare i rapporti con i Paesi anglofoni per controbilanciare il rapporto di sudditanza politica e culturale del Madagascar nei confronti della Francia.

## Economia

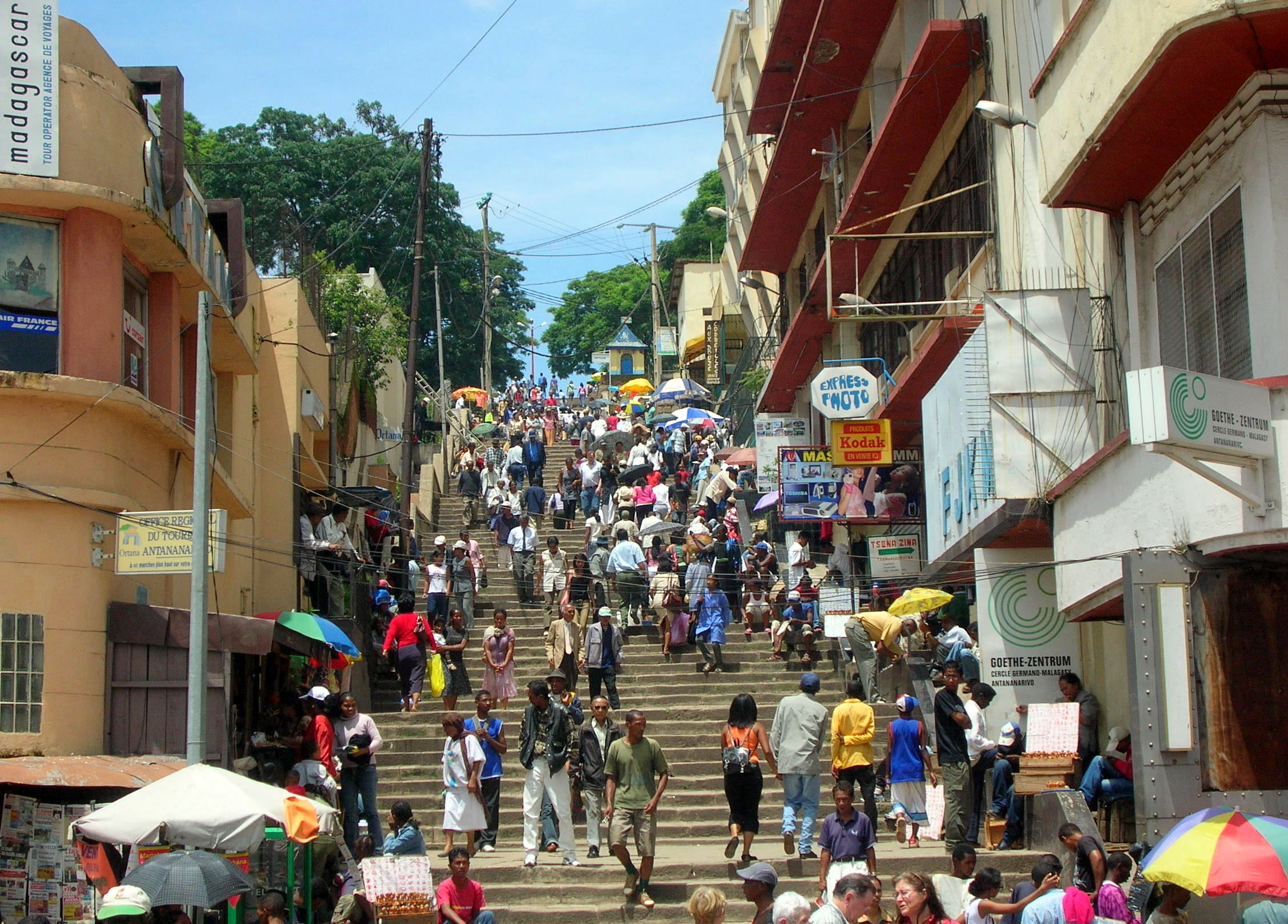
Antananarivo è il cuore economico e commerciale del Madagascar

L'isola è ancora nel 2019 un paese poverissimo; infatti nel 2019 il 70% della popolazione viveva sotto la soglia di povertà; freni strutturali permangono allo sviluppo dell'economia: corruzione e pastoie dell'amministrazione pubblica, mancanza di certezza del diritto, arretratezza della legislazione fondiaria. L'economia del Paese africano è comunque dal 2011 in crescita, con tassi superiori al 4% annuo registrati nell'anno 2019; gli indicatori economici sembrano quasi tutti in crescita, Il reddito pro-capite dell'isola viene spesso indicato come intorno ai 1 600 dollari l'anno al 2017, uno dei più bassi del mondo, dato comunque in crescita dal 2012; Il prodotto interno lordo è anche in crescita; è stata abbattuta anche la disoccupazione, che nel 2016 era pari al 2,1% al 2017 c'era una forza lavoro di 13 400 000 abitanti dato in forte crescita. Le principali risorse economiche del Madagascar sono il turismo, l'esportazione tessile, la produzione ed esportazione agricola e l'estrazione mineraria.

### Agricoltura

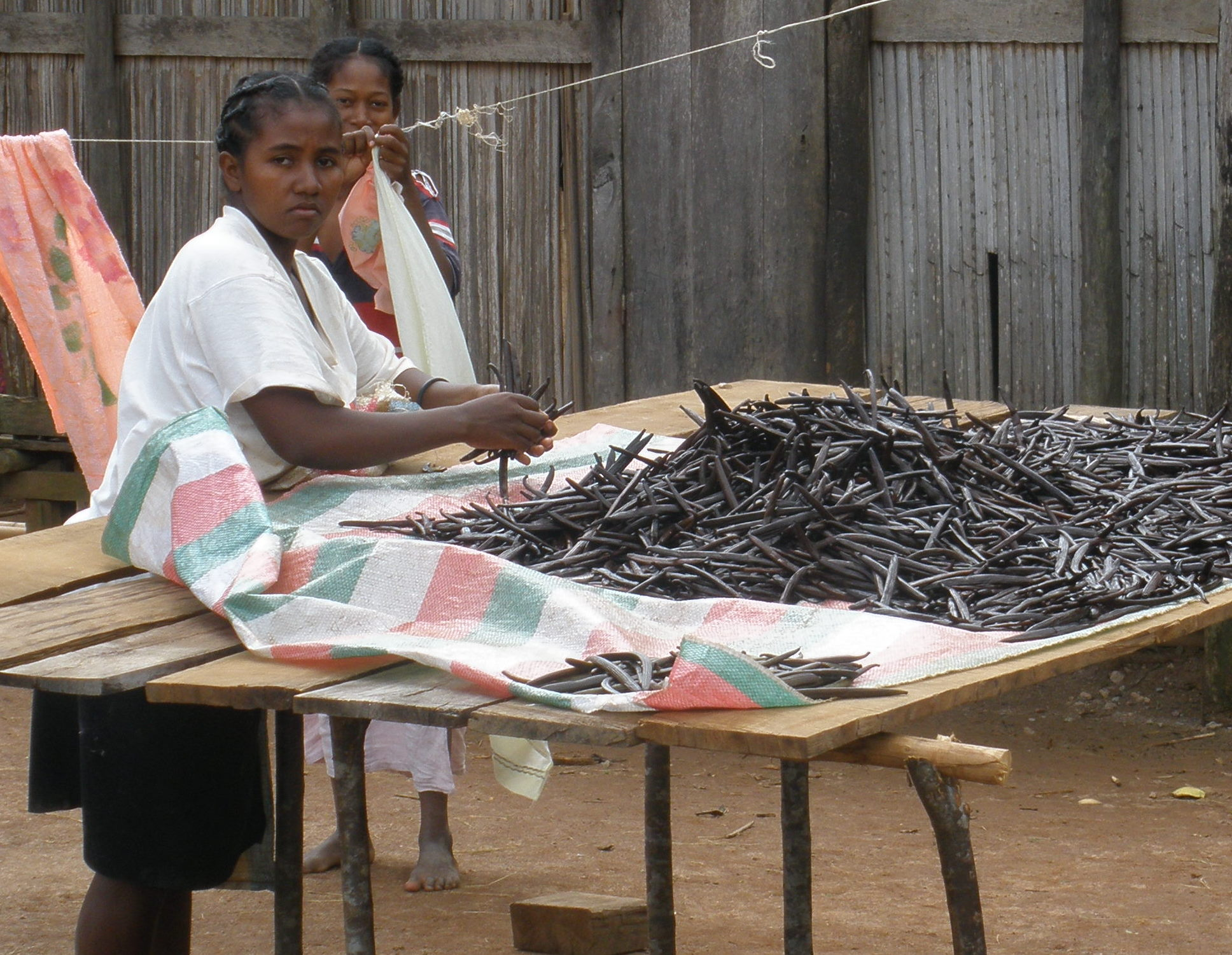
Il Madagascar è il primo produttore al mondo di vaniglia

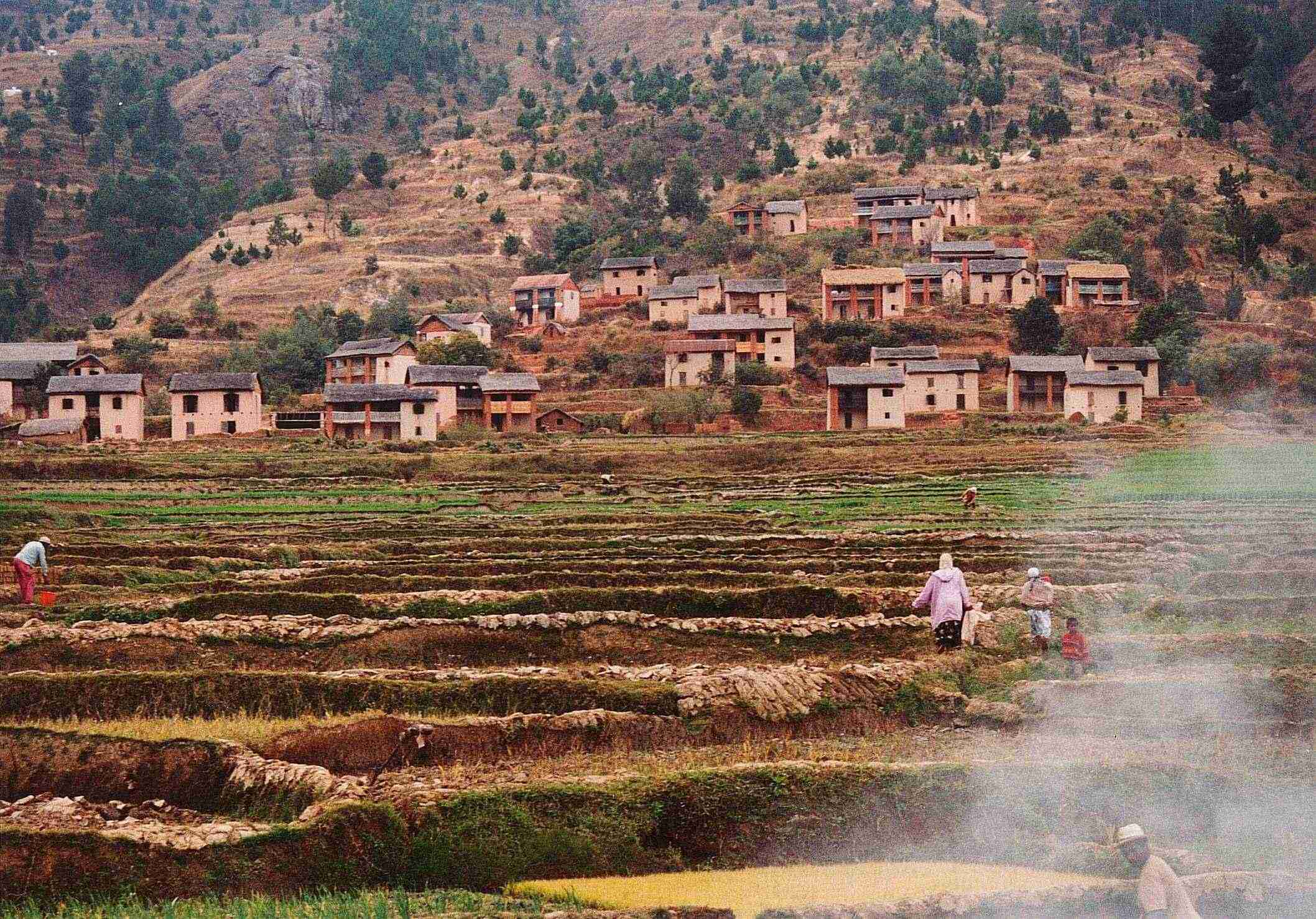
Risaie nella provincia di Antananarivo

L'economia nazionale è basata essenzialmente sull'agricoltura, sull'allevamento del bestiame e sulla produzione di oggetti di artigianato. Il più importante prodotto del Paese è rappresentato dal riso.
L'esportazione agricola è centrata su prodotti di volume ridotto e alto valore, come la vaniglia (il Madagascar è il primo produttore al mondo, con circa metà della produzione mondiale), litchi e oli essenziali.

### Industria
L'industria è poco sviluppata. Un settore produttivo è quello della manifattura tessile e della trasformazione dei prodotti agricoli. Il Madagascar importa materie prime, combustibili, macchinari, attrezzature industriali e prodotti chimici, mentre esporta prodotti del settore primario e minerali. La bilancia commerciale è in deficit. Le risorse del sottosuolo non sono abbondanti: alcuni giacimenti di petrolio e di gas naturale. I minerali estratti sono numerosi, quali grafite, cromite, mica, oro e pietre preziose. La disponibilità energetica è limitata.
In base ai dati ufficiali, è scomparso circa il 70% delle foreste. La deforestazione, insieme all'intenso sfruttamento dei pascoli, ha causato l'erosione del suolo e avviato un processo di desertificazione. Sono questi i motivi per cui numerose specie animali e vegetali sono in pericolo di estinzione. L'estrazione mineraria è soprattutto svolta da società straniere; si estraggono soprattutto ilmenite e nickel.
L'esportazione tessile e di abbigliamento è rivolta soprattutto agli Stati Uniti e ai mercati europei, e avviene rispettivamente nel contesto degli accordi African Growth and Opportunity Act e Everything But Arms. Sono stati recentemente scoperti grandi giacimenti di petrolio, risorsa questa che potrebbe avere un ruolo chiave nella crescita economica dell'isola africana; la produzione industriale è comunque in forte ascesa, infatti nel 2017 è cresciuta del 4,8%.

### Servizi e turismo

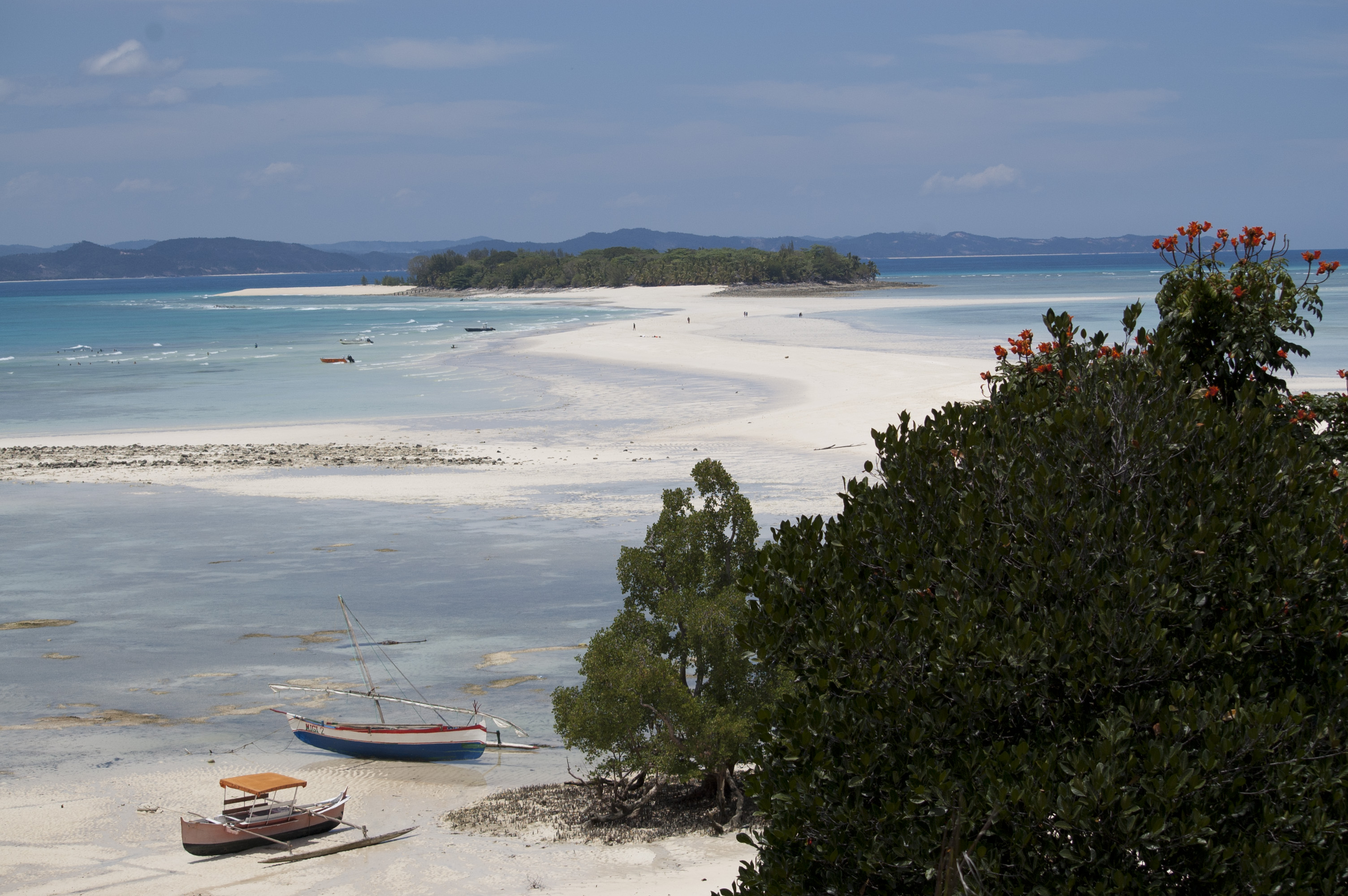
Nosy Iranja è una delle mete del turismo internazionale in Madagascar

Il mercato di telefonia mobile è già liberalizzato e altamente competitivo. In Madagascar vengono pubblicati tre quotidiani in lingua francese. Come nella maggior parte dei Paesi africani i media radiotelevisivi costituiscono il principale mezzo di diffusione delle informazioni, soprattutto nelle aree rurali.
Grande risorsa dell'isola ancora non pienamente sfruttata è il turismo, che negli anni 1990 ha incoraggiato tante migliaia di visitatori e alla fine degli anni 2000 è diminuito con l'instabilità politica. Il settore è però da pochi anni in forte crescita: nel 2016 sono sbarcati nell'isola africana 293 000 turisti con un incremento del 20% rispetto al 2015, mentre nel 2019 le presenze turistiche erano 486 000.

### Trasporti

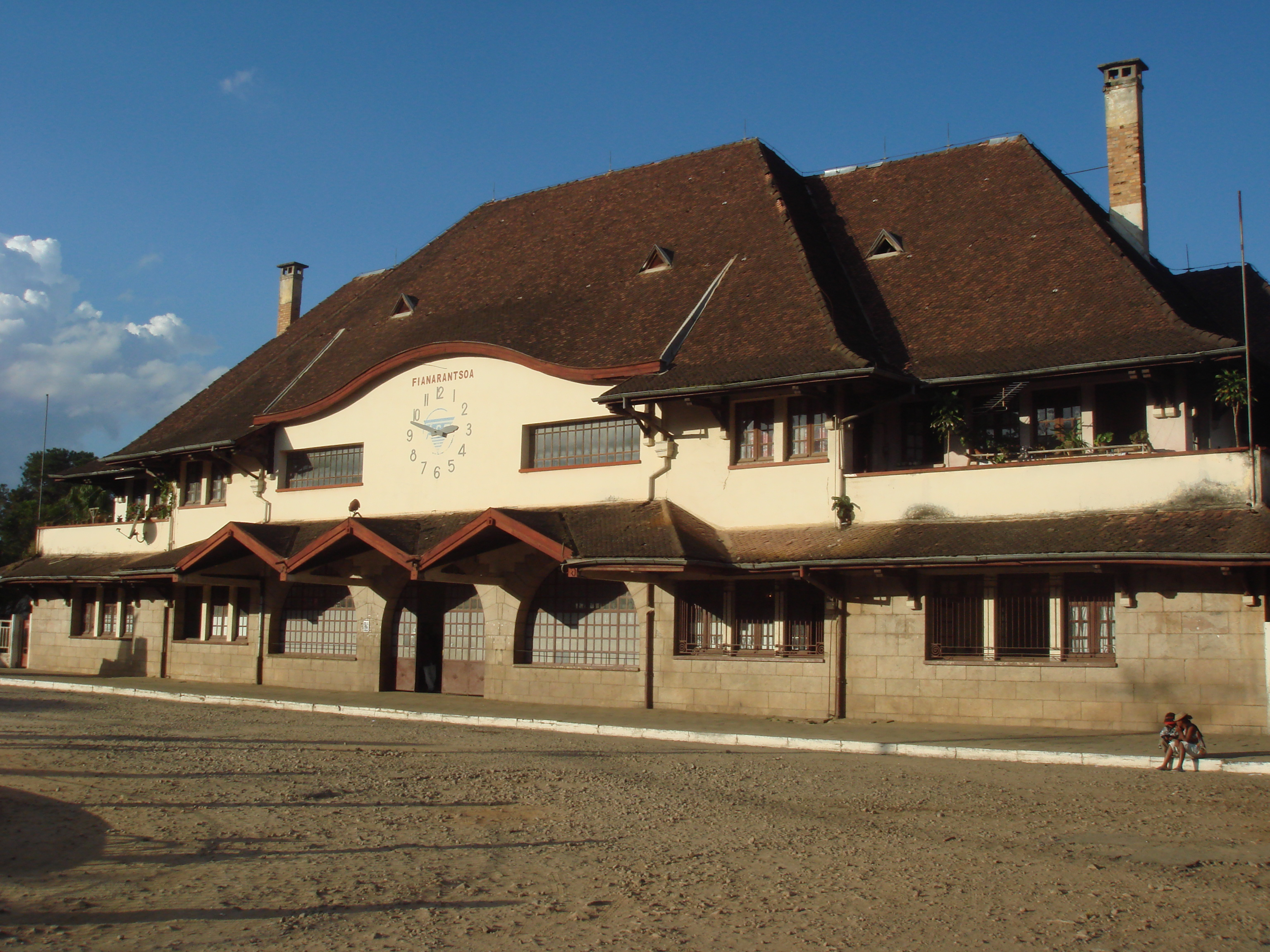
Stazione di Fianarantsoa, capolinea della Fianarantsoa-Côte Est (FCE)

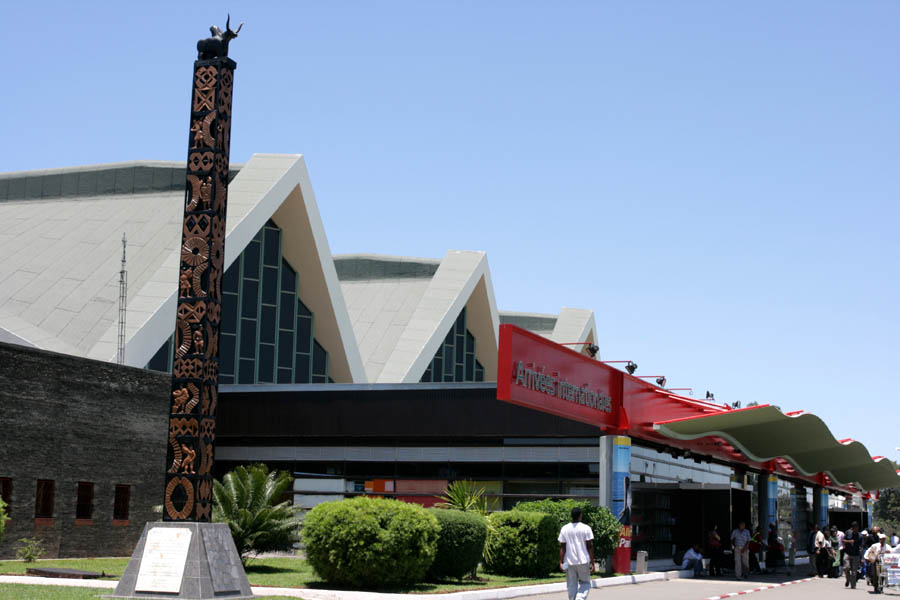
Aeroporto di Antananarivo-Ivato, principale struttura aeroportuale del Madagascar

In Madagascar esistono quattro linee ferroviarie principali, con complessivi 854 km di strada ferrata. La manutenzione della rete è carente e gli inconvenienti all'ordine del giorno. Su varie tratte ferroviarie dismesse si incontrano bancarelle e molti seguono il percorso ferroviario a piedi.
Le arterie stradali principali sono le Routes Nationales (RN), solo in parte asfaltate, a doppio senso di marcia, che collegano la gran parte delle città del paese.
Il mezzo di trasporto più comune è il taxi-brousse, pullmino con una capienza di 15 persone circa, che copre grandi e medie distanze. In caso di lunghi viaggi, è auspicabile la prenotazione del posto, importante per gli autisti, che aspettano che la vettura sia al completo prima di partire. Sono, in ogni caso, piuttosto radi e hanno orari molto flessibili.
Nelle grandi città si trovano anche taxi privati, in genere troppo costosi per la gran parte della popolazione, ma di gran lunga accessibili ai turisti, nonché i taxi-be, letteralmente "grandi taxi", simili ai taxi-brousse ma con percorrenza interna alla città. Una forma di trasporto urbano molto caratteristica è rappresentata dai pousse-pousse, veicoli a due ruote a trazione umana simili ai risciò, introdotti nell'isola all'inizio del XX secolo dai cinesi, che lo usavano per il trasporto di materiale nella costruzione di ferrovie.
Il trasporto aereo può contare su una rete di 84 aeroporti (2010), di cui 27 con pista in asfalto e 57 non asfaltata. La principale struttura aeroportuale del paese è l'Aeroporto di Antananarivo-Ivato, hub per la compagnia di bandiera Air Madagascar.

## Ambiente
(Philibert Commerson, 1771)
Il Madagascar e le Seychelles sono frammenti dell'antico supercontinente di Gondwana. Quando il Gondwana iniziò a frantumarsi (circa 160 milioni di anni fa) il Madagascar si separò prima dall'Africa e solo dopo dall'India (89 milioni di anni fa). Questo isolamento ha fatto del Madagascar quello che alcuni biogeografi chiamano l'"ottavo continente". Sull'isola mancano quasi completamente le specie animali tipiche dell'Africa continentale; molte sono le specie sia animali sia vegetali endemiche. La protezione dell'eccezionale biodiversità dell'isola è uno degli obiettivi di primaria importanza perseguiti dal WWF.

### Ecoregioni
Il WWF distingue in Madagascar le seguenti ecoregioni terrestri:
- Foreste pluviali di latifoglie tropicali e subtropicali
  - Foreste pluviali del Madagascar orientale AT0117
  - Foreste subumide del Madagascar AT0118
- Foreste secche di latifoglie tropicali e subtropicali
  - Foresta decidua secca del Madagascar occidentale AT0202
- Praterie e boscaglie montane
  - Macchia ericoide del Madagascar AT1011
- Deserti e macchia xerofila
  - Foresta spinosa del Madagascar AT1311
  - Foreste succulente del Madagascar AT1312
- Mangrovie
  - Mangrovie del Madagascar AT1404

### Flora

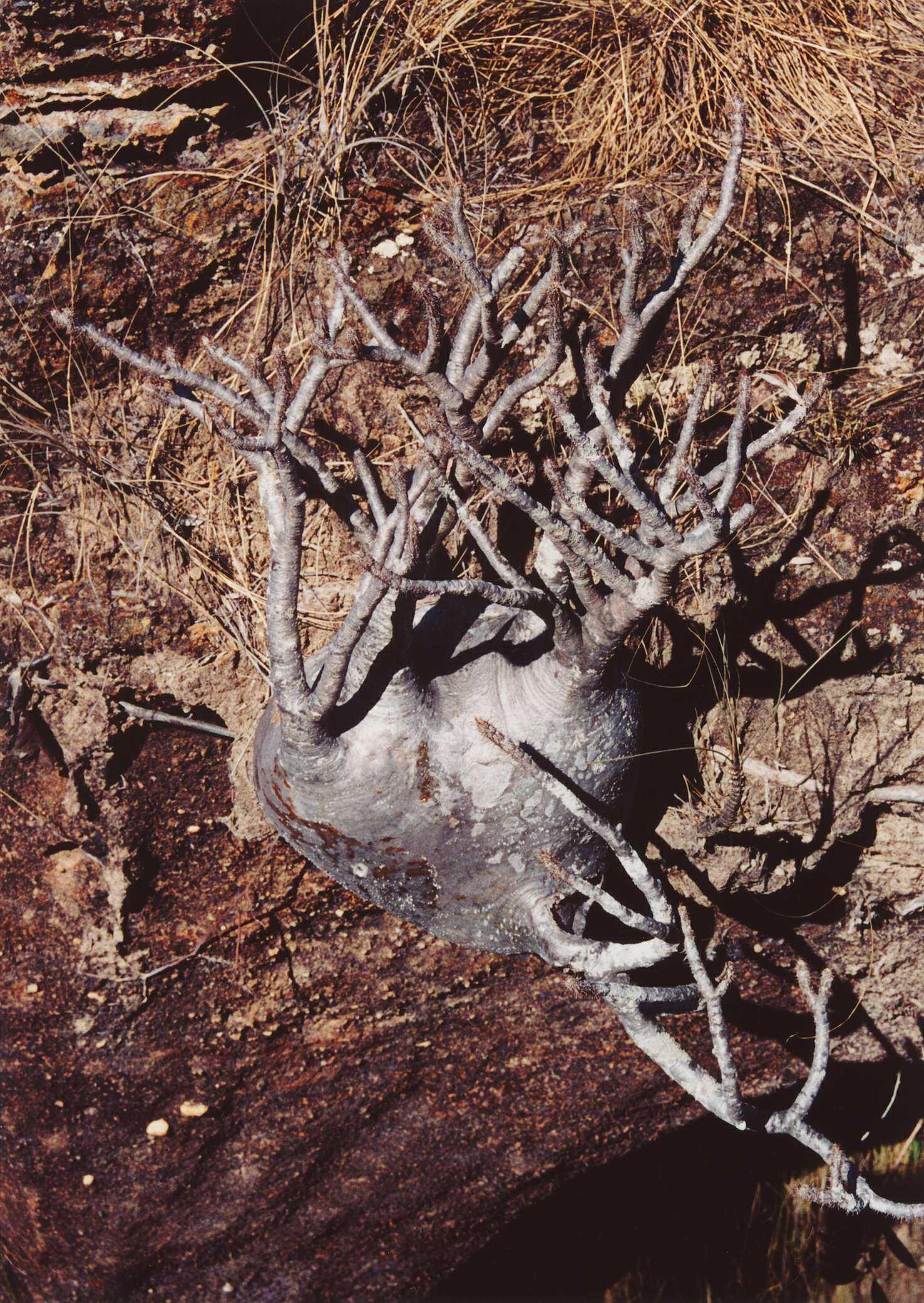
Il Pachypodium ("piede di elefante") viene detto "baobab bonsai"

Fra le specie vegetali, otto famiglie di angiosperme sono endemiche del Madagascar: Asteropeiaceae, Didymelaceae, Didiereaceae, Kaliphoraceae, Melanophyllaceae, Physenaceae, Sarcolaenaceae e Sphaerosepalaceae. Si trovano sull'isola circa 170 specie di palme, tra cui la palma rafia (Raphia farinifera); una delle specie più tipiche dell'isola, la cosiddetta palma del viaggiatore (Ravenala madagascariensis) appartiene in realtà alla famiglia delle Strelitziaceae. Vi sono inoltre numerose specie di felci e bambù; un migliaio di specie di orchidea (tra cui quella da cui si ricava la vaniglia), molte piante carnivore, tra cui la Nepenthes madagascariensis (un tempo diffuse su tutta l'isola, ora circoscritte alla zona di Tolagnaro) e le agavi da cui si ricava una fibra nota come sisal, usata per la realizzazione di imballaggi biodegradabili. Delle otto specie di baobab note, ben sei sono endemiche del Madagascar. Infine sono talvolta chiamati "baobab bonsai" (pur non avendo alcun legame di parentela con i baobab) i curiosi Pachypodium, di poche decine di centimetri d'altezza, con tronco e rami tozzi, e di diametro relativamente largo.

### Fauna

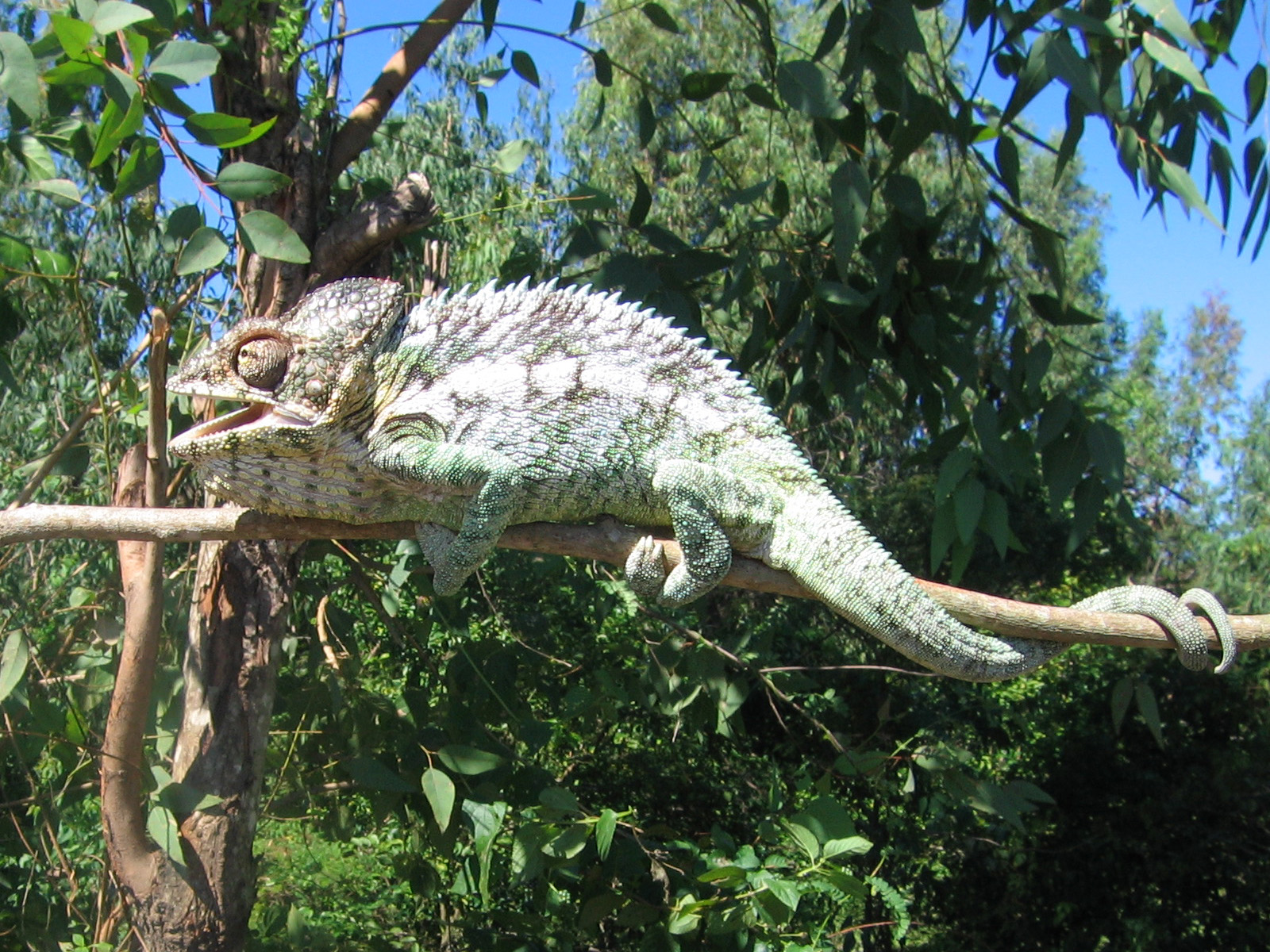
Un camaleonte nella Riserva naturale di Berenty

Tutte le specie di lemuri esistenti vivono in Madagascar o nelle isole vicine, così come i due terzi delle specie note di camaleonti e numerose specie di tartarughe e di gechi. I mammiferi tipici dell'isola includono anche un roditore gigante, il votsotsa (Hypogeomys antimena), una famiglia di insettivori, i tenrec, cinque specie di mangusta, tra cui la celebre mangusta dalla coda cerchiata (Galidia elegans), e altre specie di carnivori come il fossa (Cryptoprocta ferox) e il fanaloka (Fossa fossana).
Gli studi del DNA hanno mostrato come gran parte delle specie del Madagascar siano discendenti di antenati comuni giunti dall'Africa. L'antenato comune dei lemuri sembra essere arrivato sull'isola 62 milioni di anni fa; quello delle otto specie di carnivori endemiche dell'isola sarebbe invece arrivato fra 18 e 24 milioni di anni fa.
Numerose specie endemiche si sono estinte in tempi relativamente recenti; molte di esse scomparvero in un periodo che corrisponde alla prima colonizzazione da parte dell'uomo, intorno a 2000 anni fa. Si trovavano sull'isola, tra l'altro, un ippopotamo pigmeo, un lemure gigante, o "Megaladapis", (delle dimensioni di un gorilla), un fossa delle dimensioni di un leopardo, un "uccello elefante" (Aepyornis maximus) simile allo struzzo e una tartaruga gigante.
Fra le altre specie animali presenti sull'isola si possono citare i coccodrilli e sessanta specie di serpenti (nessuno dei quali pericoloso per l'uomo), tra cui tre specie diverse di boa. Anche i fondali marini sono ricchi di pesci, coralli e piante marine, sia al sud (soprattutto nella barriera corallina a sudovest, fra Anakao e Morombe) sia al nord (nella zona di Nosy Be). Al largo dell'isola di Sainte-Marie transitano stagionalmente le balene.

## Cultura

### Patrimoni dell'umanità
Alcuni siti del Madagascar sono stati iscritti nella Lista dei patrimoni dell'umanità dell'UNESCO.

### Produzione letteraria
Si è distinta una interessante produzione letteraria malgascia, di cui tra gli autori possiamo ricordare, Jean-Joseph Rabearivelo, Jacques Rabemananjara e Antoine de Padoue Rahajarizafy, anche filosofo e presbitero.

### Musica
La musica malgascia risente del sincretismo e del multiculturalismo del Madagascar; vi si riconoscono elementi provenienti dalla tradizione francese, araba e africana (specialmente sudafricana, keniota, congolese).

### Cinema
In ambito cinematografico spicca la figura di Raymond Rajaonarivelo, il cui film Rumori (1988), ispirato alla rivolta del Madagascar del 1947, ha ricevuto diversi riconoscimenti internazionali.
Inoltre il Madagascar ha acquisito ulteriore notorietà nei primi anni 2000, quando la casa cinematografica DreamWorks nel 2005 ha realizzato e pubblicato l'omonimo film d'animazione, da cui poi è nato il franchise.

## Sport
Lo sport tradizionale è la savika: una sorta di rodeo o corrida praticata con zebù. Tra gli sport più popolari in Madagascar il rugby ha una buona diffusione. Sport piuttosto diffusi tra la popolazione sono anche il basket e la pétanque (eredità della presenza francese sull'isola). Il calcio è molto popolare; la nazionale di calcio il 16 ottobre 2018 si è qualificata per la prima volta alle fasi finali della Coppa d'Africa 2019 battendo ad Antananarivo la Guinea Equatoriale.

## Tradizioni

### Il solitario
È un gioco praticato da una sola persona, come dice la parola stessa, e ha origini sconosciute: viene utilizzata una ruota di legno con 36 buche contenenti delle sfere fatte di vari minerali colorati. Si inizia togliendo la sfera centrale e si gioca poi, come nella dama, "mangiando" le altre biglie saltandole in tutte le direzioni. Lo scopo del gioco è quello di rimanere con una sola biglia.

### La lotta malgascia
La lotta malgascia si pratica essenzialmente nei villaggi costieri. Ad Analavava, a nord ovest del Madagascar, la calma domenicale viene interrotta dal "Moraingy" (nome appunto di questa lotta). I villaggi si incontrano in una piazza dove si forma un cerchio e si sfidano gli avversari di un villaggio contro l'altro. Lo sfidante passeggia attorno al cerchio lanciando sguardi di sfida finché trova qualcuno che accetta, anche se non sempre. Questo tipo di lotta richiede agilità e rapidità di movimenti ed è accompagnata da suoni, canti e dalle urla degli spettatori che incitano i giovani (e anche i meno giovani) che si scontrano dimostrando la propria forza e virilità. In passato si praticava questa lotta per allenarsi alle battaglie. Assistendo a questa lotta si nota come molti mastichino in continuazione le foglie del kat (una pianta eccitante che aiuta a non sentire il dolore). Anche ragazzini molto giovani partecipano alla lotta sfidandosi tra di loro.

### Mpanandro - Vintana
Il Mpanandro (il divino) è anch'esso una persona molto importante nel villaggio perché ha il ruolo di astrologo e ha la conoscenza del "Vintana" dove il fato è ordinato dalla posizione della luna, del sole e delle stelle. Ogni istante ha diversi valori di forza attiva o passiva e le posizioni sono differenti come livello di forze: l'est è superiore all'ovest e il nord è superiore al sud. Il nord est è quindi considerata la posizione migliore. Le persone costruiscono le case in asse nord-sud e riservano un angolo a nordest per la preghiera. Gli ospiti sono fatti sedere in posizione del lato nord e la cucina è a sud.
Il Mpanandro viene consultato per determinare quale sia il migliore giorno di buon auspicio per celebrazioni quali un matrimonio o una riesumazione e anche attività quali un viaggio, il lavoro, un incontro. Un metodo utilizzato per predire il futuro è il sikidy, il quale consiste nella divinazione e consulto con gli antenati tramite dei semi di fano (Piptadenia crysostachis), tsiafakomby (Coesalpina separiaes), kili (Tamarindus indica), mais e fagioli. Gli mpisikidy sono coloro che sanno interpretare questi semi ponendosi seduti con una stuoia nell'angolo nordest della casa di fronte a una pietra sacra.

### Famadihana
Il legame tra vivi e morti è sottolineato da un'usanza, praticata soprattutto dai Merina e dai Betsileo, detta famadihana (riesumazione) dove il cadavere del morto (o meglio quello che ne resta) viene riportato alla luce per essere riavvolto in un nuovo sudario e per essere portato in giro per potersi rendere conto direttamente dei cambiamenti avvenuti dopo la sua morte. È una cerimonia molto costosa a causa della gran festa che ne consegue che può durare anche diversi giorni e per gli invitati che sono numericamente tanti. Questo è un momento di comunione con l'antenato che così viene celebrato, e questo in cambio protegge la famiglia.
È considerata una grave offesa per il defunto rimandare il famadihana se la famiglia è in grado di affrontarne le spese. La cerimonia avviene durante l'inverno australe, tra luglio e settembre e generalmente dopo circa 3-5 anni (ma anche fino a 10) nei quali la famiglia del defunto ha il tempo per preparare la festa. Sebbene non è solito eseguire il Famadihana al di fuori delle zone degli altopiani centrali dei Merina e Betsileo, è comunque comune a tutto il popolo malgascio un grande rispetto per la morte e per la forza e autorità che hanno gli antenati.

## Ricorrenza nazionale
- 26 giugno: Fête nationale o Fetim-pirenena : celebra l'indipendenza dalla Francia, nel 1960

## Cucina
La cucina malgascia riflette l'influenza della cucina del sud-est asiatico, africana, indiana, cinese ed europea, portate dai migranti sull'isola. I primi abitanti dell'isola provenivano dal Borneo e arrivarono tra il 100 e il 500 d.C. Alimento principale è il riso, che viene mangiato praticamente in tutti i pasti del giorno, spesso accompagnato con pollo, pesce o carne di zebù. Il Romazava è senza dubbio il piatto tipico: è un tipo di ragù fatto con foglie verdi chiamate Brèdes Mafana con un gusto piccante. Il piatto viene accompagnato da carne di manzo cotta a lungo; altro piatto tipico è il Ravitoto, foglie di manioca preparate con carne di maiale o zebù; il pesce viene mangiato in tutti i tipi, come anguille, gamberoni o granchi; per i dolci si segnalano le crêpes, di chiara discendenza francese.